# Muides-sur-Loire
Muides-sur-Loire is een gemeente in het Franse departement Loir-et-Cher (regio Centre-Val de Loire). De plaats maakt deel uit van het arrondissement Blois. Muides-sur-Loire telde op 1 januari 2022 1.250 inwoners.

## Geografie
De oppervlakte van Muides-sur-Loire bedroeg op 1 januari 2022 9,15 vierkante kilometer; de bevolkingsdichtheid was toen 136,6 inwoners per km².
De onderstaande kaart toont de ligging van Muides-sur-Loire met de belangrijkste infrastructuur en aangrenzende gemeenten.

## Demografie
Onderstaande figuur toont het verloop van het inwonertal (bron: INSEE-tellingen).